# Wilamowice (Cieszyn)
Pour les articles homonymes, voir Wilamowice (homonymie).
Wilamowice est une localité polonaise de la gmina de Skoczów, située dans le powiat de Cieszyn en voïvodie de Silésie.